# Pilote (aviation)
Pour les articles homonymes, voir pilote et aviateur.

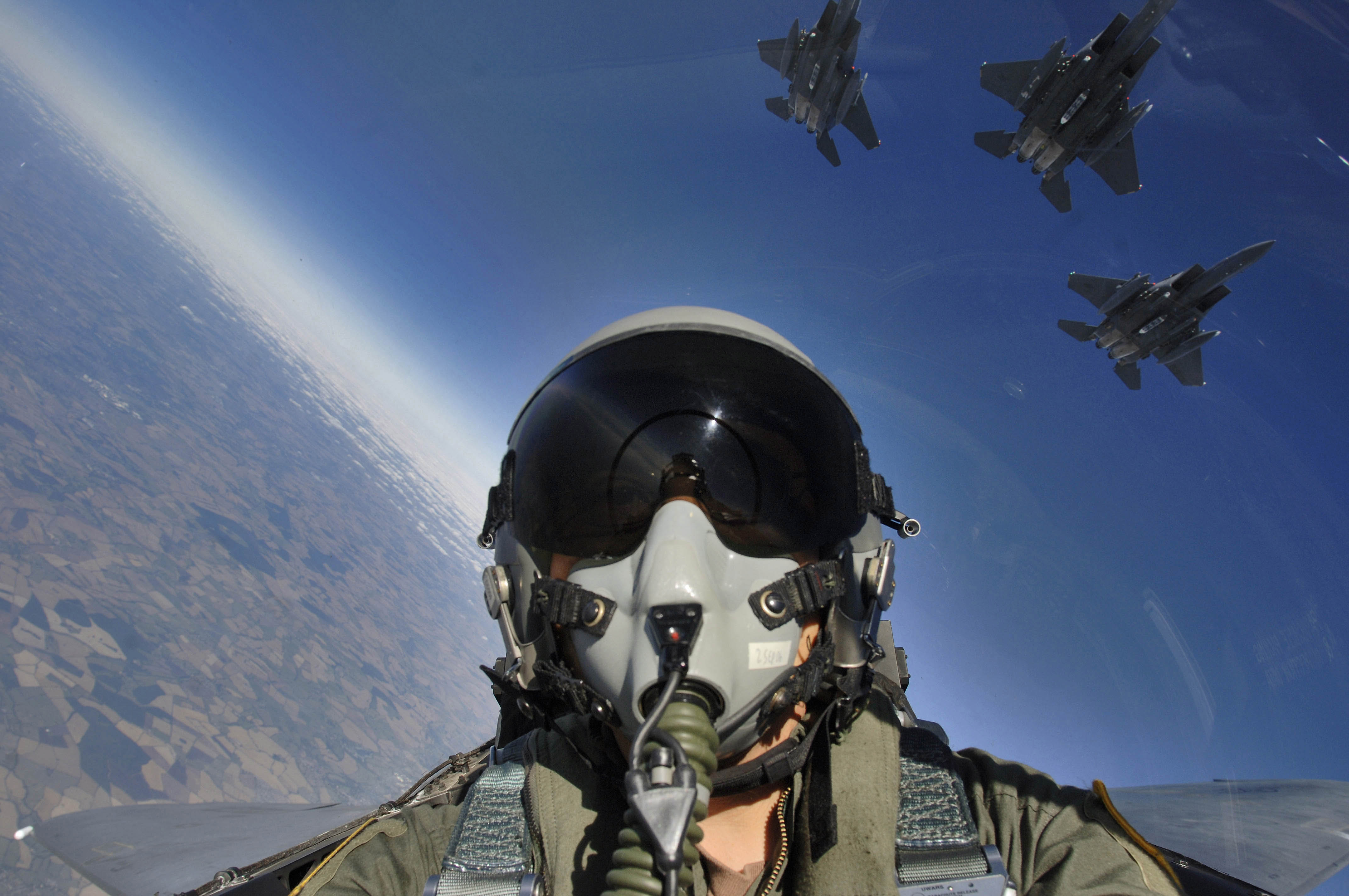
Pilote de chasse lors d'un vol d'entraînement

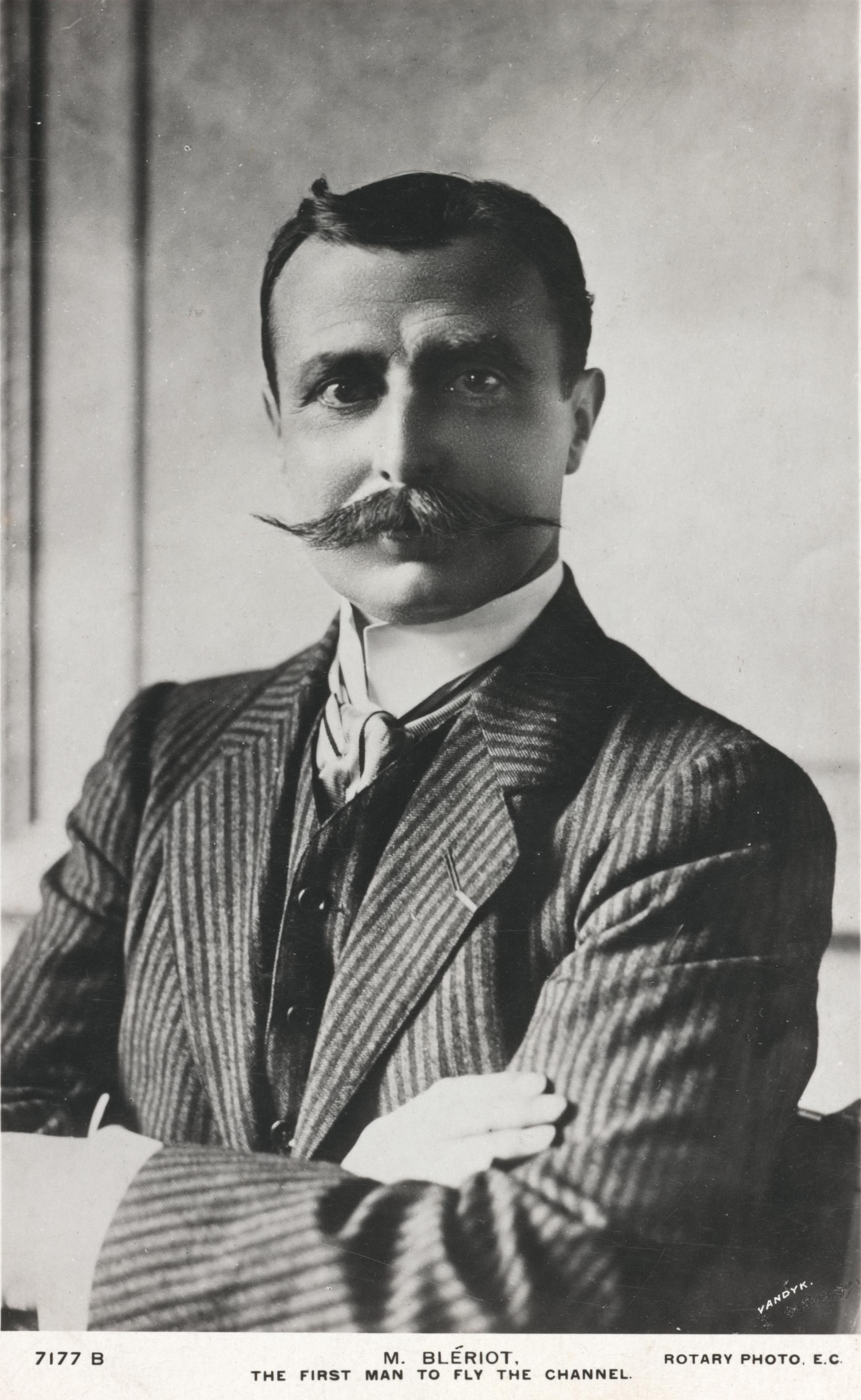
Le premier aviateur breveté : Louis Blériot.

En aviation, on appelle pilote une personne qui est aux commandes d'un aéronef (avions, ULM, planeurs, parapentes, deltaplanes, ballons, autogires, hélicoptères ou drones). Les pilotes sont civils (pilote de ligne, qui pilote un avion de ligne), ou militaires (pilote de chasse, qui pilote un avion de chasse ; pilote de transport, par exemple). Les pilotes font partie du personnel navigant technique de l'aéronef. 
Aux débuts de l'aviation le pilote était souvent appelé aviateur. Ce terme dérivé du mot avion (néologisme créé en 1875 par Clément Ader) a été repris dans différentes langues. Mais les termes aviator en anglais, ou Aviatiker en allemand, sont aujourd'hui remplacés par le pilot ou Flugzeugführer (conducteur d'avion). Au sens strict, aviateur est le premier grade de l'armée de l'air française, plus généralement, ce terme peut désigner tout membre de l'armée de l'air. 
Pour piloter un aéronef aujourd'hui, un pilote doit disposer d'un certain nombre de brevets, licences, qualifications, autorisations, approbations et/ou certificats. Ces titres sont en général délivrés par les États. Un titre délivré par un État européen est valable dans les autres États européens.

## Dans l'histoire

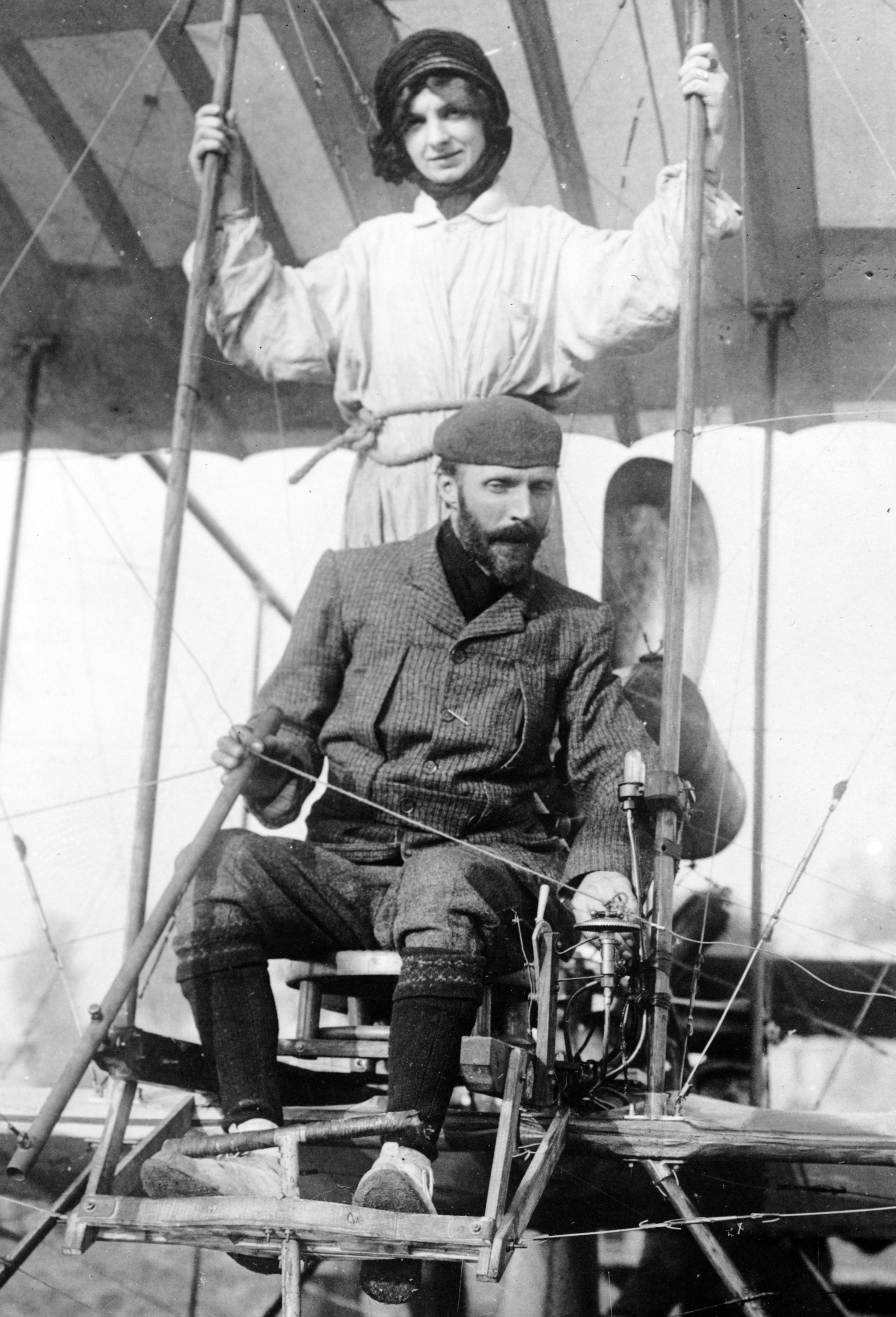
Henri Farman et son épouse sur un biplan.

Parmi les exploits des aviateurs et pilotes qui ont marqué l'histoire de l'aviation, on peut citer :
- en 1783, Jean-François Pilâtre de Rozier et le marquis d'Arlandes réalisent les premiers vols humains prolongés à bord d'un ballon à air chaud inventé par les frères Montgolfier ;
- en 1856, Jean-Marie Le Bris invente un planeur qu'il nomme barque ailée, tirée par des chevaux, avec laquelle il aurait volé[1];
- en 1858, Félix Nadar réalise la première photo aérienne depuis un ballon captif ;
- entre 1891 et 1896, Otto Lilienthal effectue environ deux mille vols planés depuis une colline artificielle à proximité de Berlin ;
- entre 1890 et 1897, Clément Ader, inventeur de l'avion, s'élève de quelques mètres au-dessus du sol lors de plusieurs vols ;
- en 1903, les frères Wright expérimentent leur premier avion, le « Flyer », dans les dunes de Kitty Hawk le 17 décembre après plus de 700 vols en planeur entre 1900 et 1903 ; ceux-ci sont généralement considérés comme les premiers pilotes d'un appareil plus lourd que l'air lors de vols motorisés et contrôlés ;
- en 1906, Alberto Santos-Dumont effectue à Bagatelle le 23 octobre sur soixante mètres à une altitude de deux à trois mètres le premier vol d'un plus lourd que l'air autopropulsé (sans mécanisme de lancement) en présence de nombreux témoins ;
- en 1908, Henri Farman fait le premier voyage (vol entre deux points différents) dans la région de Reims ;
- en 1908, Wilbur Wright et Louis-Paul Bonvillain réalisent la première photographie aérienne depuis le Flyer au-dessus du Man ;

- en 1909, Louis Blériot traverse la Manche ;
- en 1910, Henri Fabre fait décoller le premier hydravion ;
- en 1912, le pilote américain Albert Berry réalise le premier saut en parachute depuis un avion en vol ;
- en 1913, Roland Garros traverse la Méditerranée ;
- en 1913, Adolphe Pégoud fait les premières figures de voltige ;
- pendant la Première Guerre mondiale, le rôle des as de l'aviation est déterminant ;
- en 1919, le capitaine John Alcock et le lieutenant Arthur Whitten Brown réalisent la première traversée transatlantique sans escale ;
- en 1921, Adrienne Bolland franchit la cordillère des Andes ;
- en 1927, Charles Lindbergh effectue le premier New York-Paris sans escale ;
- en 1928, Amelia Earhart est la première femme à traverser l'océan Atlantique ;
- en 1930, Dieudonné Costes et Maurice Bellonte effectuent le premier Paris-New-York ;
- en 1930,Jean Mermoz et son équipage réalisent la première traversée de l'Atlantique Sud, reliant Dakar à Natal ;
- en 1930, Gaston Génin réalise le premier atterrissage sans visibilité ;
- en 1934, Helen Richey est la première femme à être engagée comme pilote par une compagnie aérienne commerciale aux États-Unis ;
- Durant la Seconde Guerre mondiale, le rôle des pilotes est crucial pendant les combats, permettant de parachuter des troupes derrière les lignes de front, de bombarder des objectifs stratégiques, de capturer des renseignements... Le rôle des as de l'aviation est encore plus déterminant.
- en 1947, Charles Yeager franchit le mur du son ;
- en 1960, Henri Giraud se pose sur le sommet du mont Blanc ;
- en 1961, Youri Gagarine est le premier homme à effectuer un vol dans l'espace ;
- en 1965, Alexeï Leonov devient le premier homme à réaliser une EVA (Sortie extravéhiculaire) dans l'espace;
- en 1969, Neil Armstrong et Edwin « Buzz » Aldrin se posent sur la Lune ;

- en 1969, André Turcat procède aux premiers essais du Concorde ;
- en 1986, Jeana Yeager et Dick Rutan réalisent un tour du monde sans escale après neuf jours en l'air ;
- en 2003, Klaus Ohlmann porte à plus de 3 000 km le record de distance parcourue en un seul vol en planeur ;
- en 2003, Éric Genotte, Steeve Michielsen et Mario Rafoil posent à Bagdad un Airbus A300 entièrement privé de commandes de vol, car victime d'un tir de missile, en jouant uniquement sur la poussée des réacteurs ;
- en 2009, Chesley Sullenberger et Jeffrey Skiles sauvent tous les passagers de leur Airbus A320 en amerrissant en vol plané sur le fleuve Hudson, après que leurs deux moteurs ont été étouffés par l'ingestion d'oiseaux ;
- en 2015, André Borschberg réalise le plus long vol en solitaire et sans ravitaillement avec presque cinq jours aux commandes.

## Premiers brevets de pilote
L'Aéro-Club de France délivrait depuis 1901 des brevets aux pilotes de ballon libre. 
Le 1er janvier 1910, il est officiellement chargé du « brevet de pilote aviateur ». Les seize premiers brevets sont octroyés courant 1909, rétroactivement et sans examen, par ordre alphabétique pour éviter toute prééminence, à des pilotes chevronnés. Ainsi, le titulaire du brevet no 1 est Louis Blériot, Glenn Curtiss obtient le brevet no 2, Léon Delagrange le no 3, puis Robert Esnault-Pelterie, etc. Wilbur Wright reçoit le no 15 (le 5 et le 10 ont un bis et le 13 n'est pas attribué).

## Aviatrices

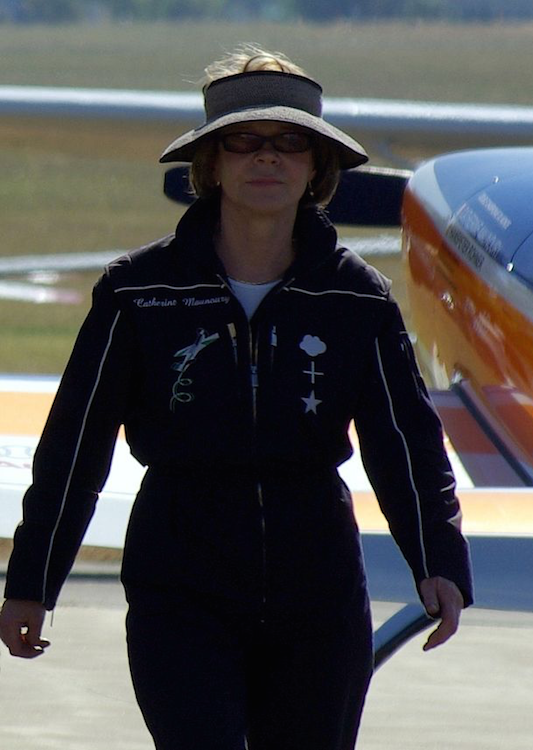
Catherine Maunoury.

La première femme brevetée en France (Aéro-Club de France) fut Élisa Deroche, dite "Baronne Raymonde de Laroche", en 1910 avec le numéro 36 ; vinrent ensuite, Marthe Niel (no 226), Marie Marvingt (no 281) et Jeanne Herveux (no 318).
La première aviatrice belge fut Hélène Dutrieu avec le no 27 (Aéro-Club de Belgique) en 1910. La première femme pilote militaire (et qui a piloté des avions de combat) fut la Française Marie Marvingt.
En novembre 1911, le Nouvelliste vaudois publie le nombre d'aviatrices en activité, à savoir douze : Élisa Deroche, Hélène Dutrieu, Jeanne Herveux, Marie Marvingt, Marthe Niel, Matilde Moisant, Marie-Louise Driancourt, Mathilde Franck, Harriet Quimby, Blanche Stuart Scott, Bessie Coleman, et une dénommée Hevartson. Beatrix de Rijk ne faisant pas partie du décompte est brevetée en octobre 1911. En mars 1912 est annoncé la mort de Suzanne Bernard, la deuxième femme après Denise Moore (en) en juillet 1911. Toutes deux sont mortes à Etampes. Suzanne Bernard est la cent dixième victime dont le nom vient s'inscrire sur la liste des morts dans l'aviation. 
Parmi les grands noms féminins de l'aviation française, on trouve Adrienne Bolland, Hélène Boucher, Jacqueline Auriol, Maryse Hilsz, Maryse Bastié et, plus récemment, Valérie André, Catherine Maunoury (double championne du monde de voltige) ou Caroline Aigle (première femme pilote de chasse).
En 2003, Dorine Bourneton obtient l'accès au brevet professionnel pour les pilotes handicapés des membres inférieurs.
Au Malawi, on comptait en 2017 uniquement deux femmes pilotes : Fellie Mkandawire et Yolanda Kaunda, qui a obtenu le grade de capitaine d'avion en 2016.
Au Ghana, Audrey Esi Swatson est la plus jeune pilote ghanéenne à avoir obtenu une licence commerciale.

## Brevets de pilote aujourd'hui

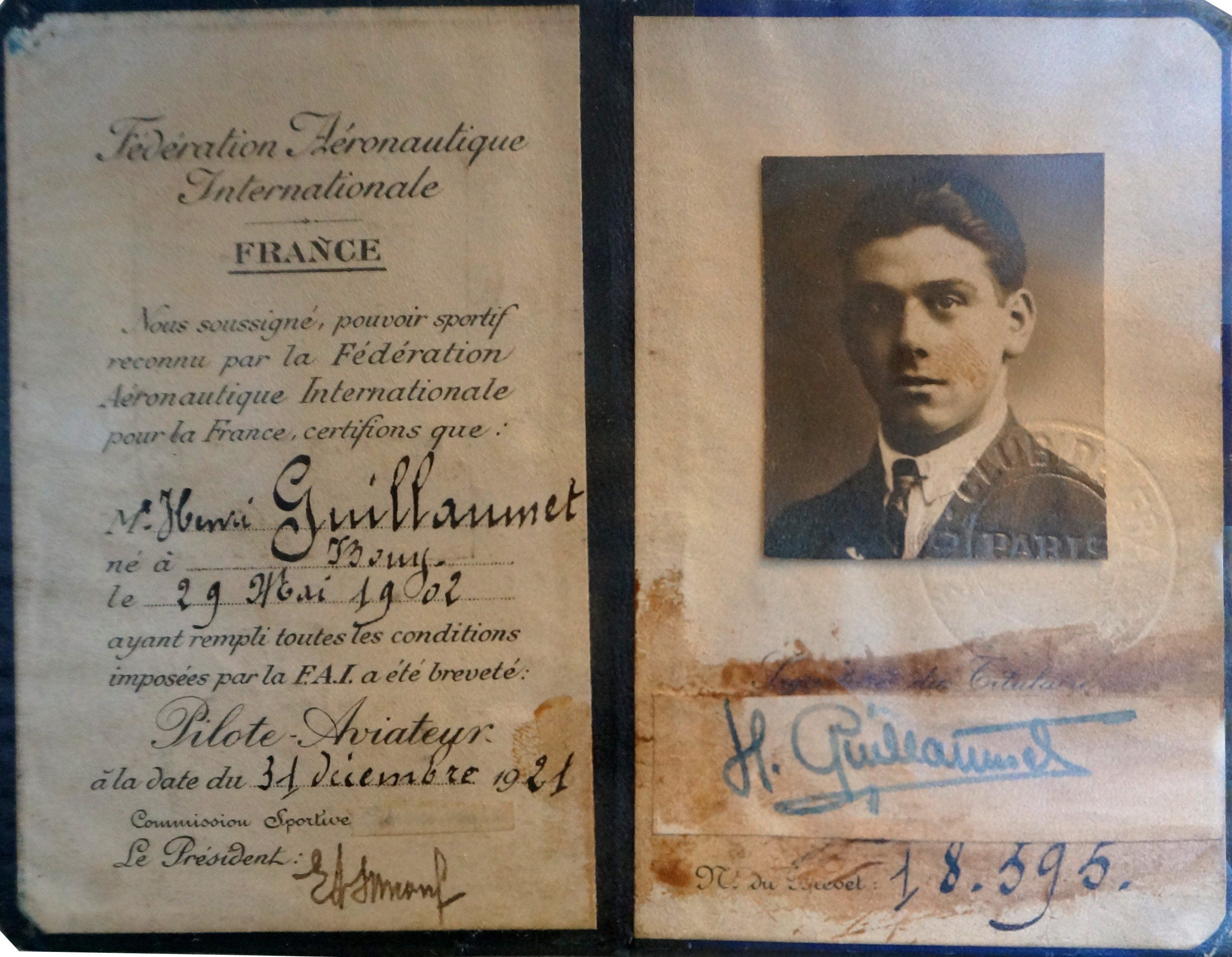
Brevet n° 18 595 (1921) de Henri Guillaumet.

La notion de brevet de pilote a évolué depuis ses origines et recouvre aujourd'hui plusieurs notions dont les principales sont celles de licences permettant à leurs titulaires de faire voler des aéronefs et de qualifications décrivant les conditions, les privilèges ou les restrictions associées (cf. infra). Il existe aussi des autorisations, approbations ou certificats.
Une licence est délivrée pour une période maximale de cinq ans puis elle doit être réémise. La validité d’une licence est déterminée par la validité des qualifications qu’elle contient et par celle du certificat médical. Pour les pilotes professionnels, elle demande aussi la mention de la compétence linguistique en état de validité. Les examens médicaux périodiques suivent un cycle de 5 ans pour les pilotes privés (2 ans pour les pilotes âgés de plus de 40 ans) et 12 mois pour les autres (6 mois pour les pilotes âgés de plus de 40 ans).
Une qualification doit être régulièrement prorogée ou renouvelée. Par exemple, la durée de validité d'une qualification de classe monopilote monomoteur avion est de 24 mois. Le contrôle de compétence en vue de sa prorogation doit être effectué dans les 12 mois qui précèdent sa date d’expiration. Le pilote doit avoir effectué 12 heures de vol dans les 12 mois précédant l’expiration de sa qualification incluant 6 heures en qualité de commandant de bord, 12 décollages et 12 atterrissages et un vol d’entraînement d’une durée minimale d’une heure avec un instructeur.
Un pilote aux commandes de son avion en est le commandant de bord. Le pilote n’étant pas le commandant de bord et opérant sur un aéronef pour lequel plus d’un pilote est requis (avion multipilote) en est le copilote.

### Pilote d'avion

#### Licences
Les licences sont réglementées par le Part-FCL (Part - Flight Crew Licencing) édictées par l'EASA en Europe et adoptées par la DGAC en France. Elles prévoient : 
- la licence de pilote privé aéronef léger, dite Light Aircraft Pilot Licence: LAPL(A)[9] ;
- la licence de pilote privé, dite Private Pilot Licence : PPL(A) ;
- la licence de pilote professionnel, dite Commercial Pilot Licence : CPL(A) ;
- la licence de pilote de ligne, dite Airline Transport Pilot Licence : ATPL(A).

1. Un pilote privé doit avoir 17 ans révolus et une expérience minimale de 45 heures de vol (dont 5 maximum au simulateur). Il doit aussi avoir dix heures de vol seul à bord (solo) dont cinq doivent être validées comme des vols de navigation. Les privilèges de sa licence lui permettent d'exercer, sans rémunération, les fonctions de commandant de bord ou de copilote de tout avion qui n'est pas exploité à titre onéreux.
Depuis le 1er juillet 1999, la France a basculé vers cette règlementation européenne mais un ancien type de licence est toujours valable : le Brevet de Base (BB) qui est dans beaucoup d'aéro-clubs une étape dans la formation LAPL ou PPL. Un pilote brevet de base doit avoir 15 ans révolus, une expérience minimale de dix heures de vol (dont quatre heures seul, avec vingt atterrissages et décollages). Il peut voler seul à bord dans un rayon de 30 km de son aérodrome d'attache, hors des espaces contrôlés. Les autorisations supplémentaires (emport de passagers, accès à d'autres terrains dans la limite de 100 km de son aérodrome d'attache, vol de nuit, voltige, etc.) sont délivrées par un instructeur habilité.
Le Brevet de Base est maintenu jusqu’au 7 avril 2020 inclus. Pour continuer à voler après cette date, le pilote devra avoir obligatoirement effectué la conversion de son BB en LAPL(A) sous conditions.
La Suisse a pour sa part introduit une licence de pilote privé restreinte (R-PPL) valable uniquement dans l'espace national non contrôlé et qui est assimilable au BB français.
2. Un pilote professionnel doit avoir 18 ans révolus et une expérience minimale de 150 heures de vol (dont 10 maximum au simulateur). Sa licence lui permet d'exercer tous les privilèges du pilote privé et :
- de remplir les fonctions de commandant de bord ou de copilote sur tout avion effectuant un vol autre qu'un vol de transport aérien public ;
- de remplir les fonctions de commandant de bord, dans le transport aérien public, de tout avion monopilote ;
- de remplir les fonctions de copilote dans le transport aérien public sur tout avion dont l'exploitation requiert un copilote.

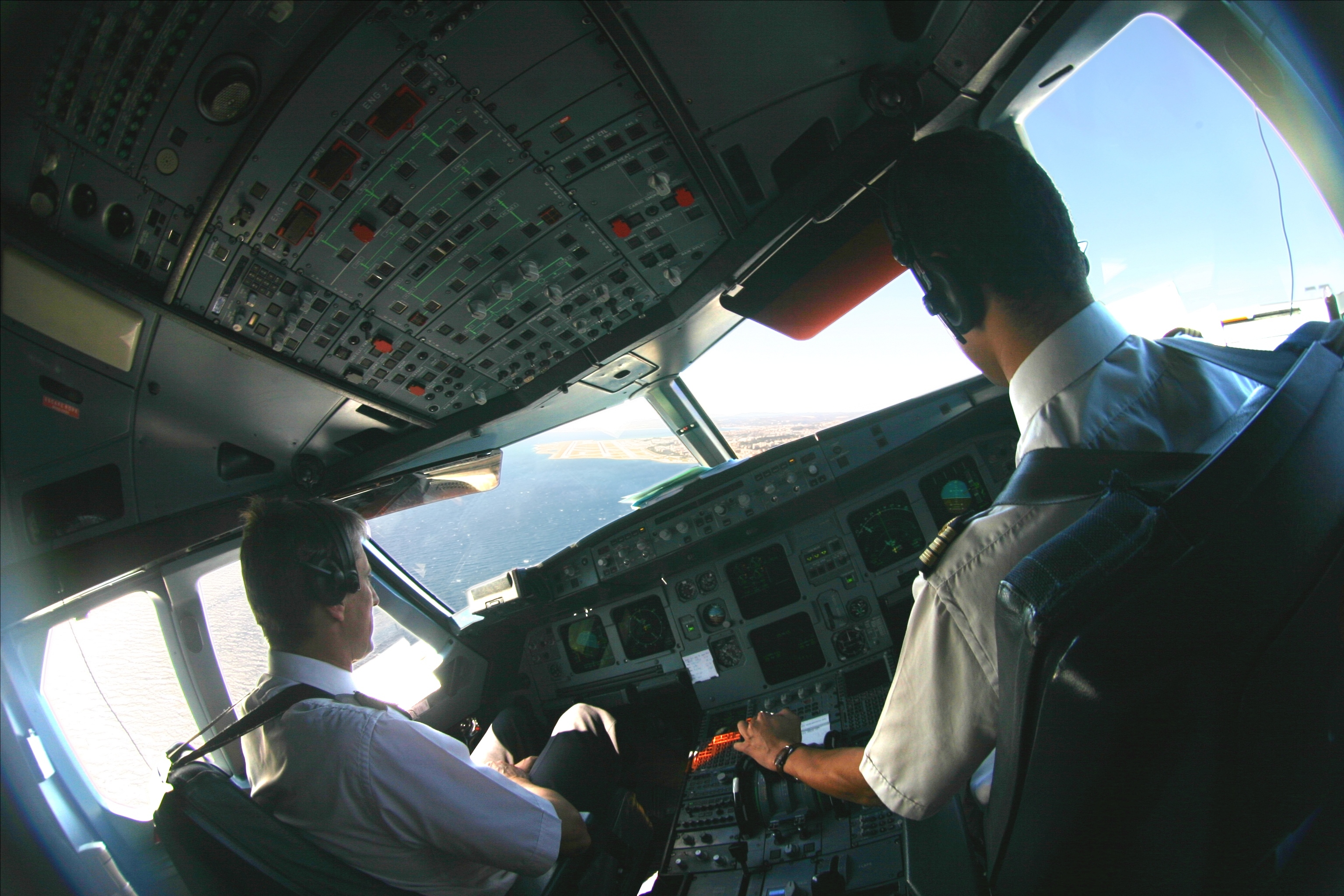
Deux pilotes de ligne d’Air France au travail sur un avion de ligne Airbus A320 de la compagnie.

3. Un pilote de ligne doit avoir 21 ans révolus pour assurer un service aérien international régulier en tant que commandant de bord. Il doit avoir accompli au moins 1 500 heures de vol en tant que pilote d'avion (dont 100 au maximum au simulateur). Sa licence lui permet d'exercer tous les privilèges du pilote privé, du titulaire d'une licence de pilote professionnel ainsi que d'exercer les fonctions de commandant de bord ou de copilote dans le transport aérien public.

#### Qualifications
En plus de sa licence, le pilote doit disposer de qualifications lui permettant d'exercer certains privilèges supplémentaires :
- pour piloter certaines classes (respectivement certains types) d'avions en régime de vol à vue, il faut par ailleurs disposer d'une qualification de classe (respectivement qualification de type).
- pour piloter un avion en régime de vol aux instruments ou IFR (Instrument Flight Rules), le pilote doit disposer de la qualification de vol aux instruments appropriée à la classe ou au type d'avion utilisé. Dans le cas d'une qualification de type, l'examen peut comprendre un examen de vol aux instruments. Pour ce faire, il doit satisfaire un examen théorique et pratique spécifique, avoir accompli au moins 50 heures de vol en tant que commandant de bord et avoir été formé au vol de nuit. Il doit également être apte à utiliser la langue anglaise au sol et en vol ;

Les qualifications de classe sont établies pour les avions monopilotes n'exigeant pas de qualification de type. Il y a une classe pour :
- tous les avions monomoteurs à pistons terrestres ;
- tous les hydravions monomoteurs à pistons ;
- tous les motoplaneurs à dispositifs d'envol incorporé ;
- chaque constructeur d'avions monomoteurs à turbopropulseurs terrestres ;
- chaque constructeur d'hydravions monomoteurs à turbopropulseurs ;
- tous les avions multimoteurs à pistons terrestres ;
- tous les hydravions multimoteurs à pistons ;
- tous les avions à hélice de calage variable.

Les qualifications de type d'avions sont établies pour :
- chaque type d'avion multipilote ;
- chaque type d'avion monopilote multimoteur à turbopropulseurs ou à turboréacteurs ;
- chaque type d'avion monopilote monomoteur à turboréacteur,
- chaque type d'avion pour lequel c'est considéré nécessaire ;

Parmi les autres titres, citons encore la qualification d'instructeur, la qualification montagne, l'habilitation au vol de nuit, etc.

### Pilote d'hélicoptère

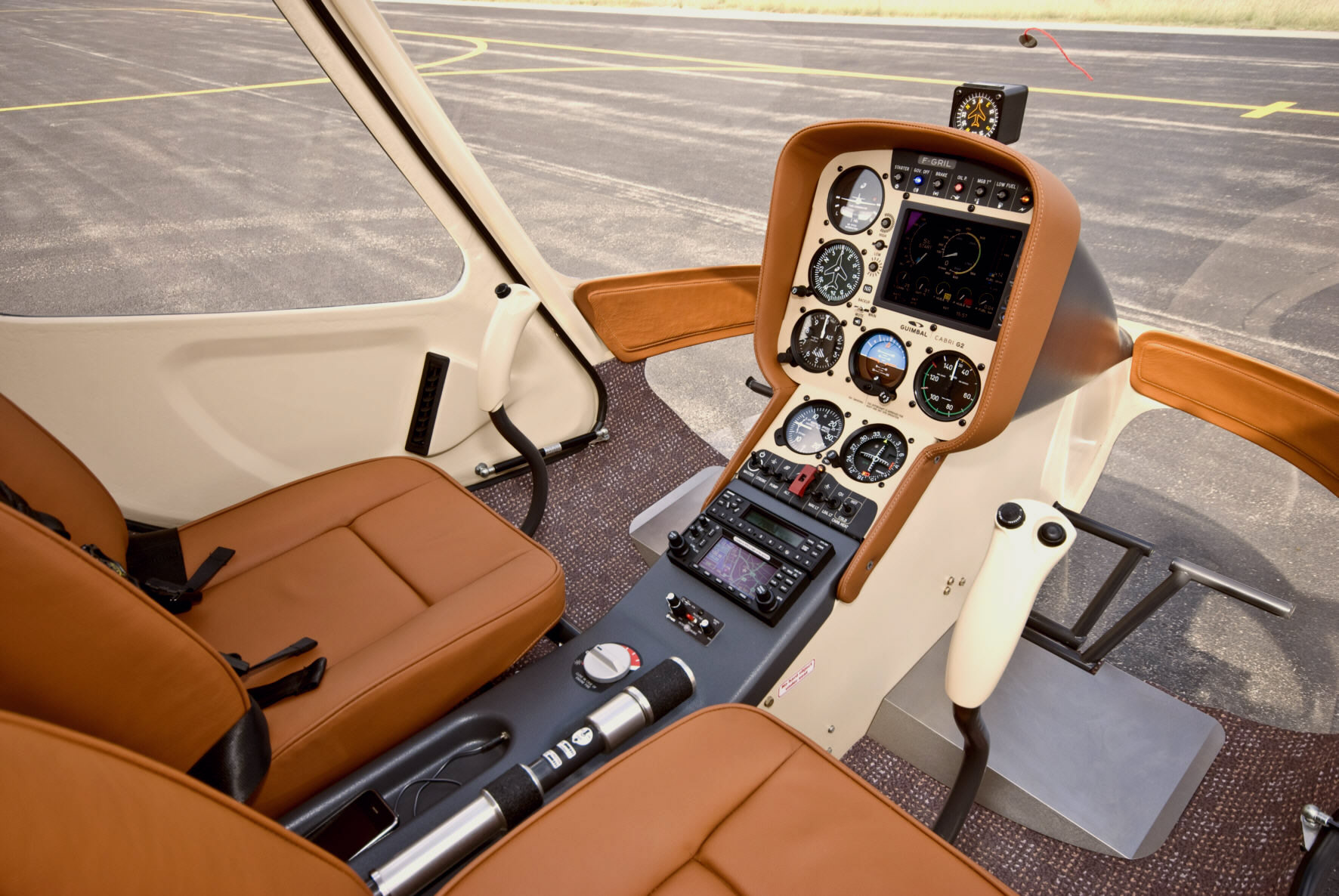
Poste de pilotage d'un hélicoptère Guimbal Cabri G2.

Le pilotage d'un hélicoptère en vol de croisière s'apparente à celui d'un avion, par contre en vol stationnaire et en transition entre ces deux états il en est très différent ; il nécessite des licences spécifiques : 
- pilote privé d'hélicoptère
- pilote professionnel d'hélicoptère
- pilote de ligne d'hélicoptère

### Pilote de vol libre
Sous cette appellation on trouve les pilotes de parapentes et de deltaplanes

### Pilote de planeur

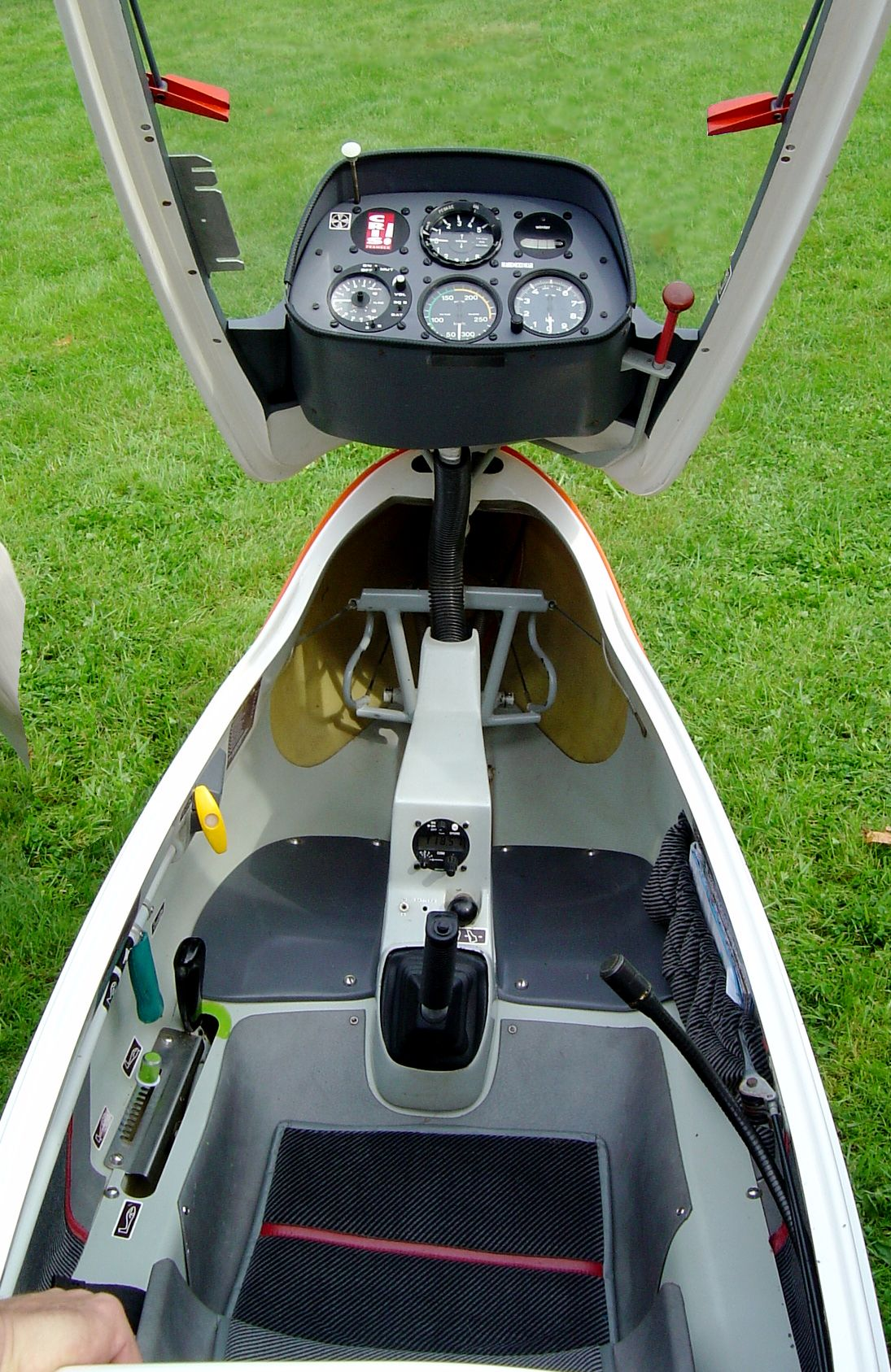
Cabine de pilotage d'un planeur Pégase.

Le brevet de pilote de planeur peut être obtenu à 16 ans révolus.

### Pilote d'ULM
Les ULM (Ultra-Légers Motorisés) regroupent différentes catégories d'aéronefs (Multiaxe, Pendulaire, Paramoteur, Autogire, Aérostat dirigeable, Hélicoptère ultraléger) ayant en commun d'être limités en masse, en puissance moteur, en nombre de places et d'être soumis à une réglementation plus souple que les aéronefs plus lourds, mais limitées à certains pays. La licence de pilote d'ULM est assortie de qualifications pour chacune des catégories.

### Pilote militaire

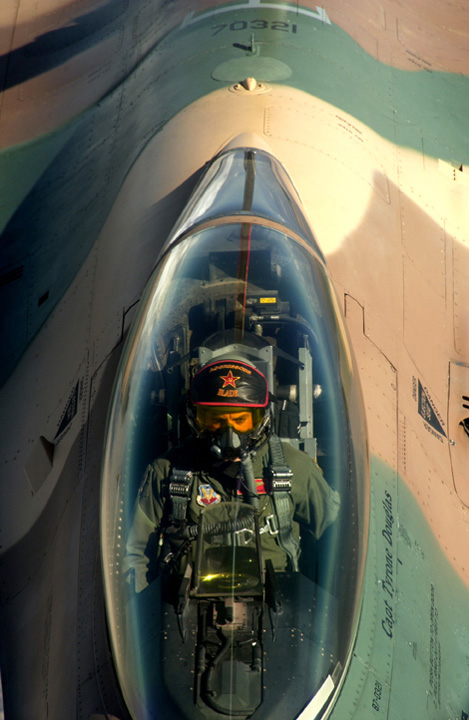
Un pilote de l’USAF à bord d'un F-16. Les hautes performances d'un avion de combat moderne demandent de grandes capacités pour les maitriser.

Les pilotes militaires sont formés par leur armée d'appartenance, leur formation intégrant d'une part les spécificités liées à leur appartenance à une armée (école d'officier généralement) et d'autre part celles liées à leurs avions et missions (maîtrise du système d'arme en particulier pour l’officier des systèmes d'armes des appareils multiplaces, entraînement au tir, etc.).
Dans le cas d'un pilote d'avion de chasse, la formation comprend :
- une formation de base, avec pratique sur avion monomoteur à hélice ;
- une formation avancée, avec pratique sur avion d'entraînement à réaction ;
- une formation finale sur une version d'entraînement d'un avion de chasse réel.

Une partie de cette formation se déroule sur simulateur de vol. Elle inclut d'office certaines qualifications comme le vol de nuit ou le vol aux instruments. Pour les pilotes d'une aéronavale, il faut rajouter la qualification porte-avions.
Dans les années 2000, il faut environ quatre ans et demi pour former un pilote de chasse sur les appareils de hautes performances actuels aux États-Unis et le coût de la formation a augmenté au même titre que celui des avions de combat passant, pour les pilotes de la Royal Air Force, de 15 000 £ durant la Seconde Guerre mondiale à parfois plus de quatre millions de £ en 2011, tandis que le nombre de pilotes en cours de formation a fortement régressé au Royaume-Uni, passant de plusieurs milliers dans les années 1940 à une fourchette entre 300 et 400 dans les années 2010. 
Aux États-Unis, le nombre de pilotes de chasse baisse régulièrement passant de 3 331 en 2012 à 2 772 en 2016, beaucoup de pilotes formés par les forces armées font une carrière dans l'aviation commerciale.
Même cas pour la force aérienne indienne qui compte, le 1er février 2018, 3 855 pilotes pour un effectif théorique de 4 231.
Les pilotes militaires doivent effectuer un nombre minimal d'heures de vol par an pour conserver leurs qualifications et doivent chaque année (sauf changement de type d'avion), renouveler leur qualification de vol aux instruments (IFR). Les pilotes effectuant des missions de combat de longue durée (Plus de 35 heures pour des raids de bombardements stratégique) utilisent souvent des amphétamines pour rester concentré.
Pilotes militaires en France
L'armée de l'air recrute ses pilotes (transport, chasse, hélicoptère) à deux niveaux de formations initiales, pour deux profils de carrière différents.
- Niveau BAC général et technologique : la carrière de pilote dure environ 20 ans, en enchaînant les contrats de 7 à 8 ans[réf. nécessaire]. Pour les candidats titulaires d'un BAC-L ou ES, les épreuves de la sélection d'Élèves Officier du Personnel Navigant (EOPN) sont adaptées. En effet, celles-ci ne demandent aucun enseignement scientifique particulier :                 
  - tests psychotechniques ;
  - tests psychomoteurs ;
  - tests psychologiques ;
  - test d'anglais ;
  - épreuves sportives : Luc Léger et Tractions ;
  - entretiens avec psychologue et pilotes.

- Niveau BAC+2 (avec bac général ou technologique) : les bacheliers généraux et technologiques peuvent bénéficier d'une limite supérieure d'âge portée à 24 ans (contre 22 ans pour un candidat bachelier) s'ils ont poursuivi leurs études jusqu'à l'obtention d'un BTS[réf. nécessaire].

- Niveau BAC+2 scientifique (classes préparatoires scientifiques) : dans cette filière de recrutement, la carrière de pilote militaire est complète, sans limite théorique de grade. Il faut réussir le concours d'entrée à l’École de l’air de Salon de Provence. Cette école délivre un diplôme d'ingénieur après un cursus de 3 ans. Il existe des classes préparatoires dans des lycées militaires (EPA de Grenoble, Aix-en-Provence, etc.) mais le taux de réussite n'y est pas supérieur à ceux des lycées civils qui préparent également aux autres grandes écoles d'ingénieurs. À l'école de l'air, la formation de pilote débute en 3e année.

La réussite de l'un de ces parcours de formation est sanctionnée par la remise du brevet de pilote militaire, assortie du « macaron ».

### Classification et licences de pilotage aux États-Unis
- ULM : considéré comme un véhicule et non comme un aéronef. Aucune licence nécessaire mais interdiction de voler dans les espaces aériens contrôlés et au-dessus des villes.
- Aéronef léger à usage sportif : créé en 2004, le LSA est un certificat simplifié permettant au plus grand nombre de pratiquer les sports aériens. Il est destiné aux pilotes d'aérostats, planeurs, avions et voilures tournantes, et deltaplanes de moins de 600 kg.
- Pilote sportif : requiert un nombre d'heures de vol variable (7 à 20) suivant le type d'aéronef.
- Pilote de loisir : nécessite de suivre des cours et de passer un examen. Permet de voler dans un rayon de 80 km autour de l'aérodrome de base.
- Pilote privé : permet de piloter tout type d'aéronef, après certification appropriée, dans un but non lucratif.
- Pilote commercial : permet de piloter tout type d'aéronef, après certification appropriée, pour effectuer un travail aérien.
- Pilote de compagnie aérienne : permet de piloter un avion de ligne au profit d'une compagnie aérienne[17].

## Place du pilote
Quoique la réglementation ne l'impose pas, la place du pilote commandant de bord sur un avion est traditionnellement le siège de gauche (dans une disposition côte-à-côte). Cependant, si toutes les commandes de vol sont accessibles depuis la place de droite, le commandant de bord peut choisir de piloter indifféremment à droite ou à gauche. En formation, l'élève-pilote est ainsi à gauche et l'instructeur commandant de bord  à droite.
Sur un biplace en tandem, le pilote commandant de bord se place généralement à l'avant pour plus de visibilité, sauf sur certains avions (comme le Piper Cub) dont le centrage impose qu'un pilote seul à bord soit en place arrière.
Sur un hélicoptère, au contraire, le pilote commandant de bord est traditionnellement assis à droite, ce qui lui permet de manipuler de la main droite le manche cyclique, le plus sensible (le manche collectif, en position centrale, étant tenu de la main gauche).
Dans tous les cas, quel que soit la place qu'il occupe, c'est le pilote déclaré commandant de bord qui est considéré comme responsable notamment en cas d'incident. 

## Nombre de pilotes en France
Selon la Direction générale de l'aviation civile, le nombre de pilotes en 2014 s'établit comme suit :
- pilotes privés (avion) : 28 950 ;
- pilotes privés (hélicoptère) : 1 382 ;
- pilotes professionnels (avion) : 12 867 ;
- pilotes professionnels (hélicoptère) : 1 447.

11 843 pilotes sont titulaires de la qualification de vol aux instruments.
Elle estime à 10 500 le nombre de pratiquants du vol à voile, 1 000 le nombre d'aérostiers et à 14 500 le nombre de pilotes d'ULM.
Cela fait donc un peu moins de 70 000 pilotes civils au sens large. 
Le nombre de femmes pilotes de ligne est environ de 7,2 % (Air France, 2013) à 7,62 % (GenderGapGrader, juillet 2014).